# 815 Esquadró Aeri Naval
El 815 Esquadró Aeri Naval (anglès: 815 Naval Air Squadron) és un esquadró del Fleet Air Arm de la Royal Navy  que opera amb l'helicòpter AgustaWestland Wildcat HMA.2 i és l'Esquadró Aeri Naval Wildcat de primera línia de la Marina. L'esquadró té la seu a RNAS Yeovilton (HMS Heron) a Somerset. L'esquadró és capaç de dur a terme múltiples funcions com ara: antinarcòtics, antipirateria, guerra per sobre de la superfície (ASuW), recerca i rescat, socors en desastres i formació en vol i enginyeria. A principis dels anys 2000, la Marina va dir que l'esquadró era l'esquadró d'helicòpters més gran d'Europa.

## Història

### Segona Guerra Mundial

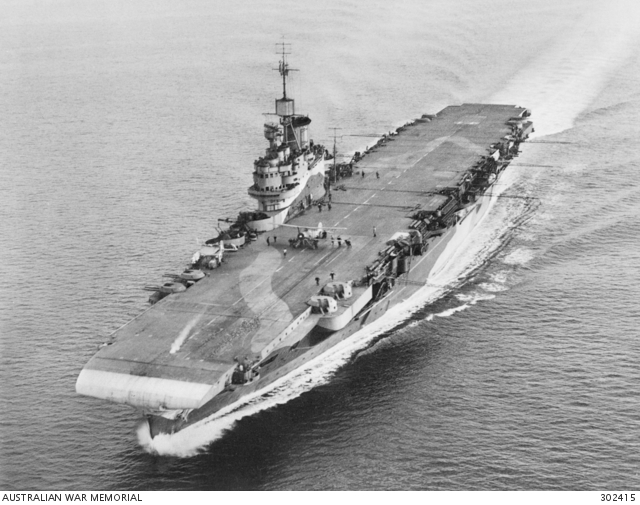
HMS Illustrious, el 1942

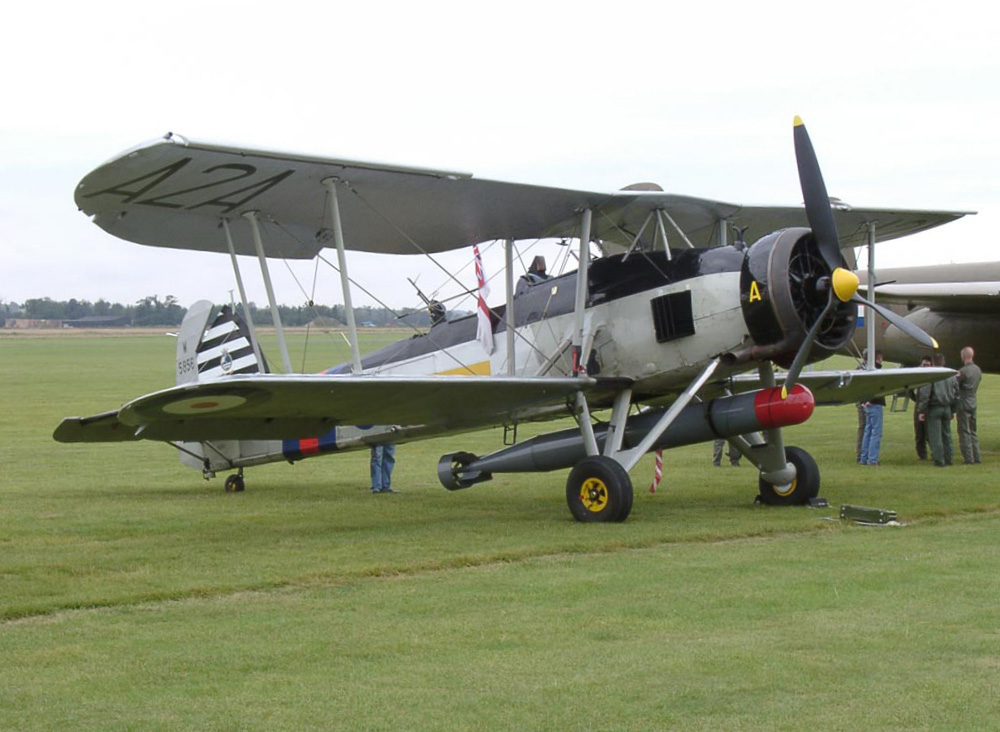
Un Fairey Swordfish encara operatiu

L'esquadró es va formar a RNAS Worthy Down el 9 d'octubre de 1939, a partir de les restes dels esquadrons 811 i 822 que havien sobreviscut a l'enfonsament del seu portaavions HMS Courageous el setembre de 1939, operant Fairey Swordfishs. L'esquadró es va dissoldre el novembre de 1939 però es va reformar el mateix mes. Al maig de 1940 l'esquadró va donar suport a l'evacuació de Dunkerque. Al juny de 1940, l'esquadra es va embarcar al  HMS Illustrious i va navegar cap al Mediterrani a l'agost, atacant i posant mines a Bengasi, Rodes i Tobruk.
L'esquadró va guanyar fama primerenca amb la seva participació en la batalla de Tàrent el 1940, quan la Flota de Batalla italiana al port de Tàrent va ser atacada; que va redefinir l'ús de la força aèria del mar. L'avió de l'oficial al comandament es va perdre, davant la paralització de la meitat de la flota italiana. El març de 1941, l'esquadra va lluitar a la batalla del cap Matapan. L'esquadró es va reequipar l'agost de 1941, amb una barreja d'avions Swordfish i Fairey Albacore, operant des de bases costaneres en suport de la campanya nord-africana.Al juliol de 1943, l'esquadró 815 va ser assignat al Grup No. 201 (Cooperació Naval) amb un destacament de peixos espasa assignat a l'AHQ Malta; les unitats que participaven en l'operació Husky el 10 de juliol de 1943, abans que l'esquadró 815 fos dissolt.

#### Amb Fairey Barracudas

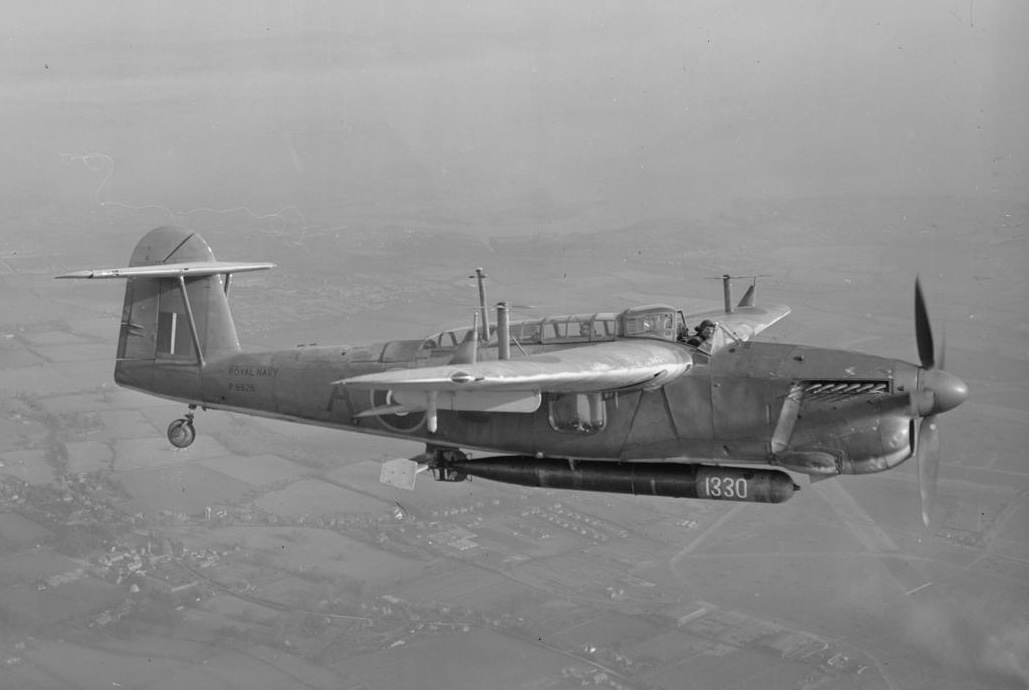
Un Fairey Barracuda

L'esquadró es va reformar l'octubre de 1943 a RNAS Lee-on-Solent (HMS Daedalus) per operar torpediners Fairey Barracuda, operant des de l'Indomitable amb la Flota Oriental, atacant objectius a Sumatra, agost-setembre de 1944. El novembre de 1944 l'esquadró va ser novament dissolt i reformat a RNAS Machrihanish (HMS Landrail), volant Barracudas per a operacions antisubmarines, el mes següent es va dedicar a fer DLT (entrenament d'aterratge de coberta) al HMS Campania. L'esquadró va ser traslladat a l'Extrem Orient a bord del HMS Smiter però no va veure cap acció abans del Dia de la Victòria sobre el Japó i va tornar al Regne Unit el setembre de 1945 a bord del HMS Fencer.

### Postguerra

#### Avenger i Gannet

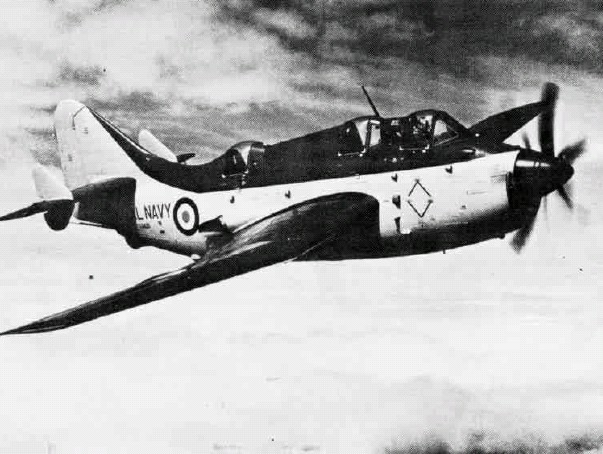
Un Fairey Gannet AS.4

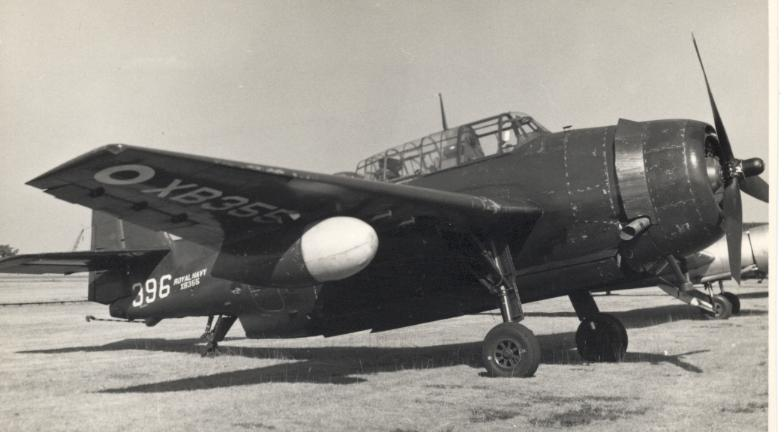
Un Grumman Avenger AS.5

L'esquadró es va dissoldre un temps després de la guerra i es va reformar el 1947 a partir del 744 Esquadró, volant Grumman Avengers,que van ser substituïts per Fairey Gannets, l'últim avió d'ala fixa de l'esquadró quan es va dissoldre a RNAS Culdrose (HMS Seahawk), el juliol de 1958.

#### Westland Whirlwind
El setembre de 1958, l'esquadró es va reformar als helicòpters Westland Whirlwind HAS.7, traslladant-se a RNAS Portland (HMS Osprey) quan els problemes del motor van començar a afectar els Whirlwinds. L'esquadró finalment es va dissoldre aquí l'agost de 1959 en ser renumerat a l'esquadró 737. L'esquadró es va reformar de nou el 8 de setembre de 1959, encara a Whirlwinds i després d'una gira a l'Extrem Orient a l'HMS Albion, es va dissoldre de nou el desembre de 1960.

#### Westland Wessex

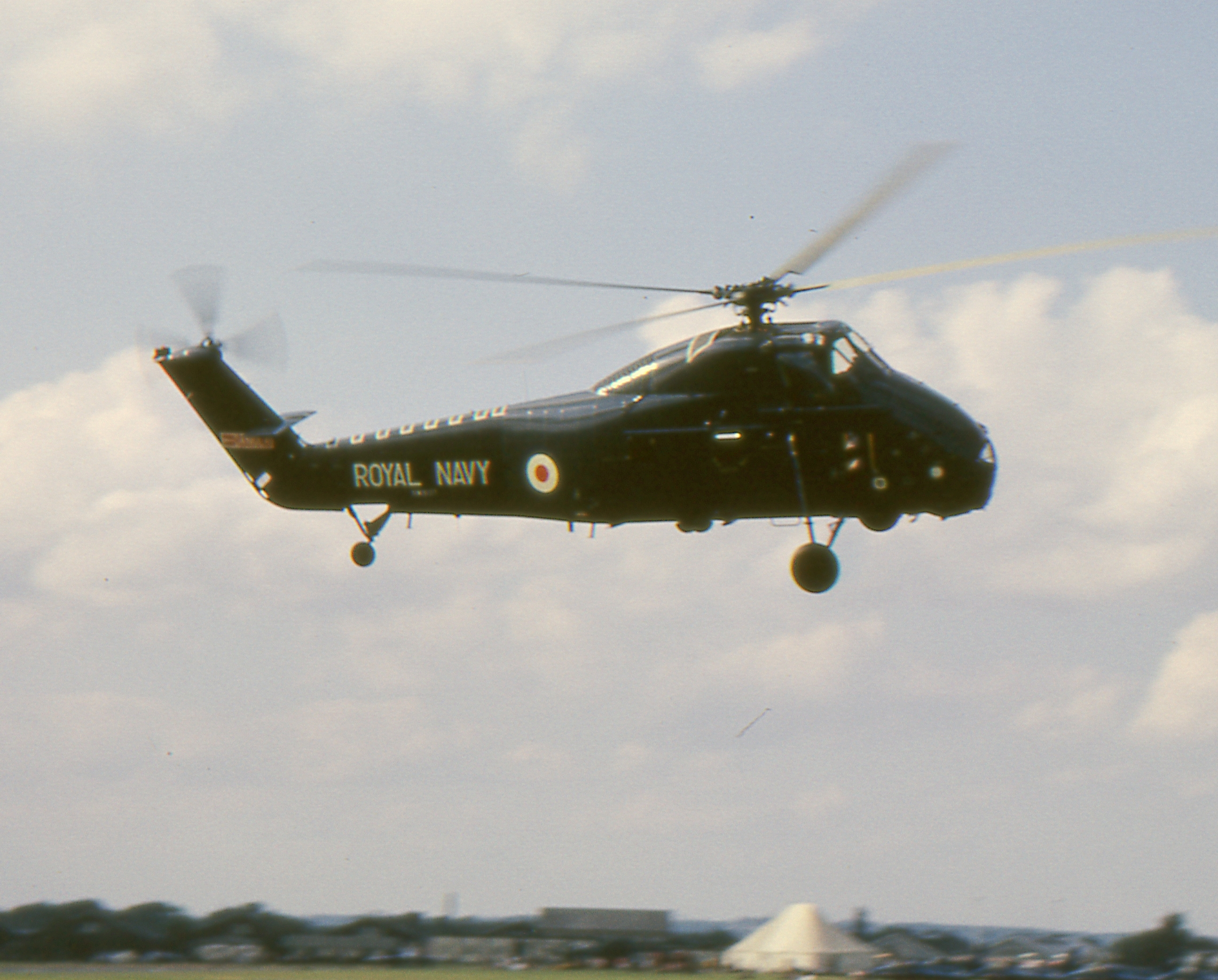
Un Westland Wessex, probablement HAS.1 XM837 a l'espectacle SBAC de Farnborough 1962

El 4 de juliol de 1961, l'esquadró es va tornar a posar en servei a RNAS Culdrose amb el Westland Wessex HAS.1. L'esquadró es va embarcar a l'HMS Ark Royal el novembre de 1961, es va traslladar a l'HMS Centaur el 1964 i va oferir suport contra els disturbis a Adén i Tanganyika (ara Tanzània). Després d'un desplegament final a Ark Royal , la unitat es va dissoldre a RNAS Culdrose l'octubre de 1966.

#### Westland Lynx

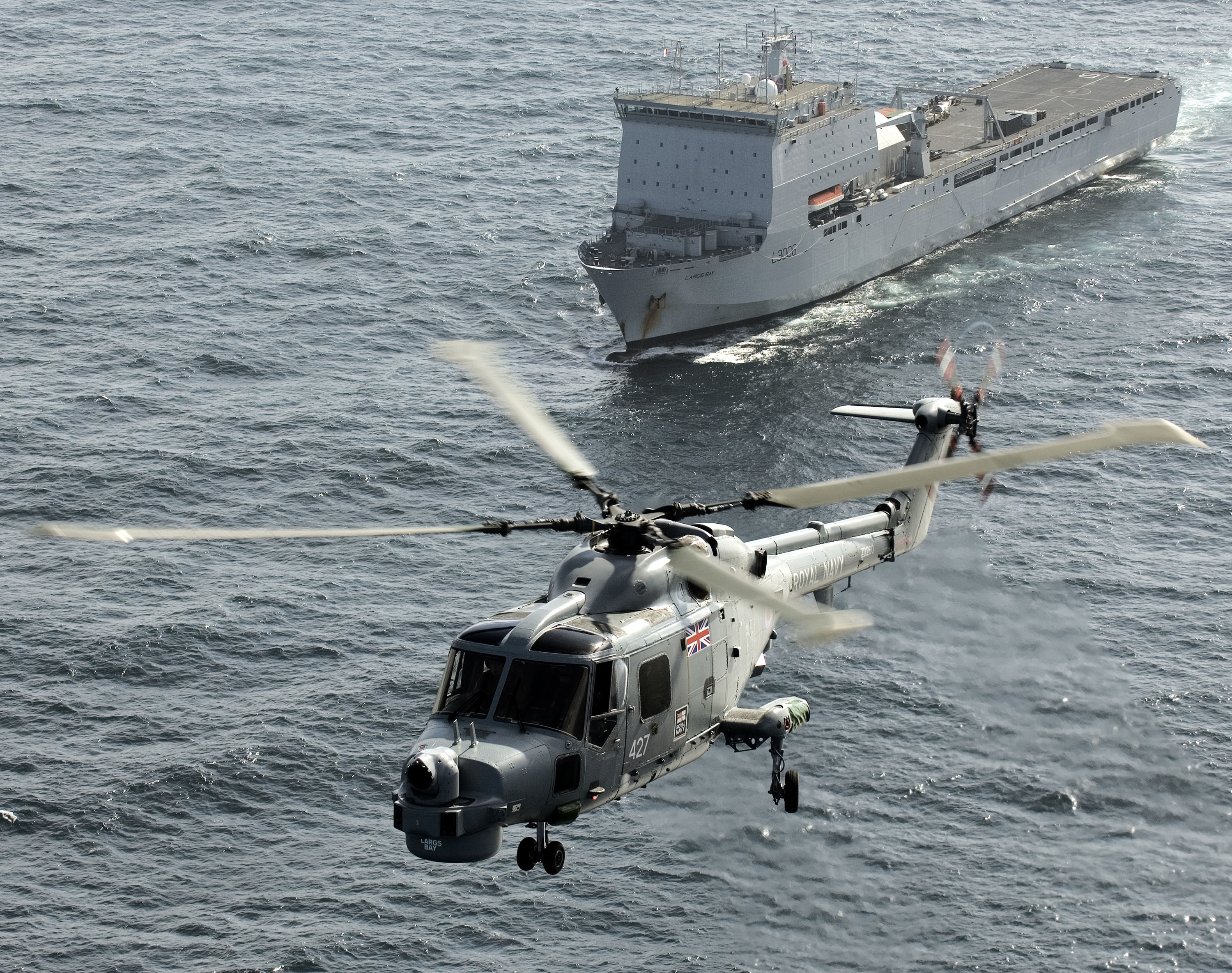
Un Westland Lynx HMA.8 del 815 NAS

El gener de 1981, després d'un període d'uns 15 anys, l'esquadró es va tornar a formar a RNAS Yeovilton (HMS Heron) amb el Lynx HAS.2 com a esquadró de quarter general dels vols Lynx embarcats. Després es va traslladar a RNAS Portland (HMS Osprey) l'any 1982 i va actuar durant la Guerra de les Malvines de 1982. Els vols es van compartir amb el 829 Esquadró Aeri Naval fins que es van fusionar el 1993, per convertir-se en l'esquadró d'helicòpters més gran del món. El 1998–99 després d'una absència de gairebé 17 anys, la unitat es va traslladar de nou a RNAS Yeovilton, amb el tancament de RNAS Portland.
El setembre de 2000 un helicòpter Lynx del 815 NAS va participar en l'operació Barras. L'avió, pilotat pel tinent comandant Al Jones i el tinent Nigel Cunningham com a observador, va fer més de 30 missions a les profunditats de la selva de Sierra Leone. El 2002, un Lynx de l'esquadró 815  es va estavellar a l'oceà Atlàntic mentre participava en un exercici conjunt britànic-nord-americà, amb la pèrdua del pilot, el tinent Rod Skidmore i l'observador, el tinent Jenny Lewis. Diversos dels helicòpters Lynx estan declarats com a part del grup de treball de la Força de Resposta. El juliol de 2012, tres helicòpters Lynx van donar suport a l'operació de seguretat dels Jocs Olímpics embarcats a l'HMS Ocean i encarregats d'interceptar els avions que entressin en un espai aeri restringit. Al novembre de 2012, el Lynx of 217 Flight es va desplegar a la Banya d'Àfrica durant quatre mesos a bord de la fragata francesa Surcouf, el primer desplegament ampliat d'un helicòpter britànic en un vaixell de guerra francès.

#### AgustaWestland Wildcat

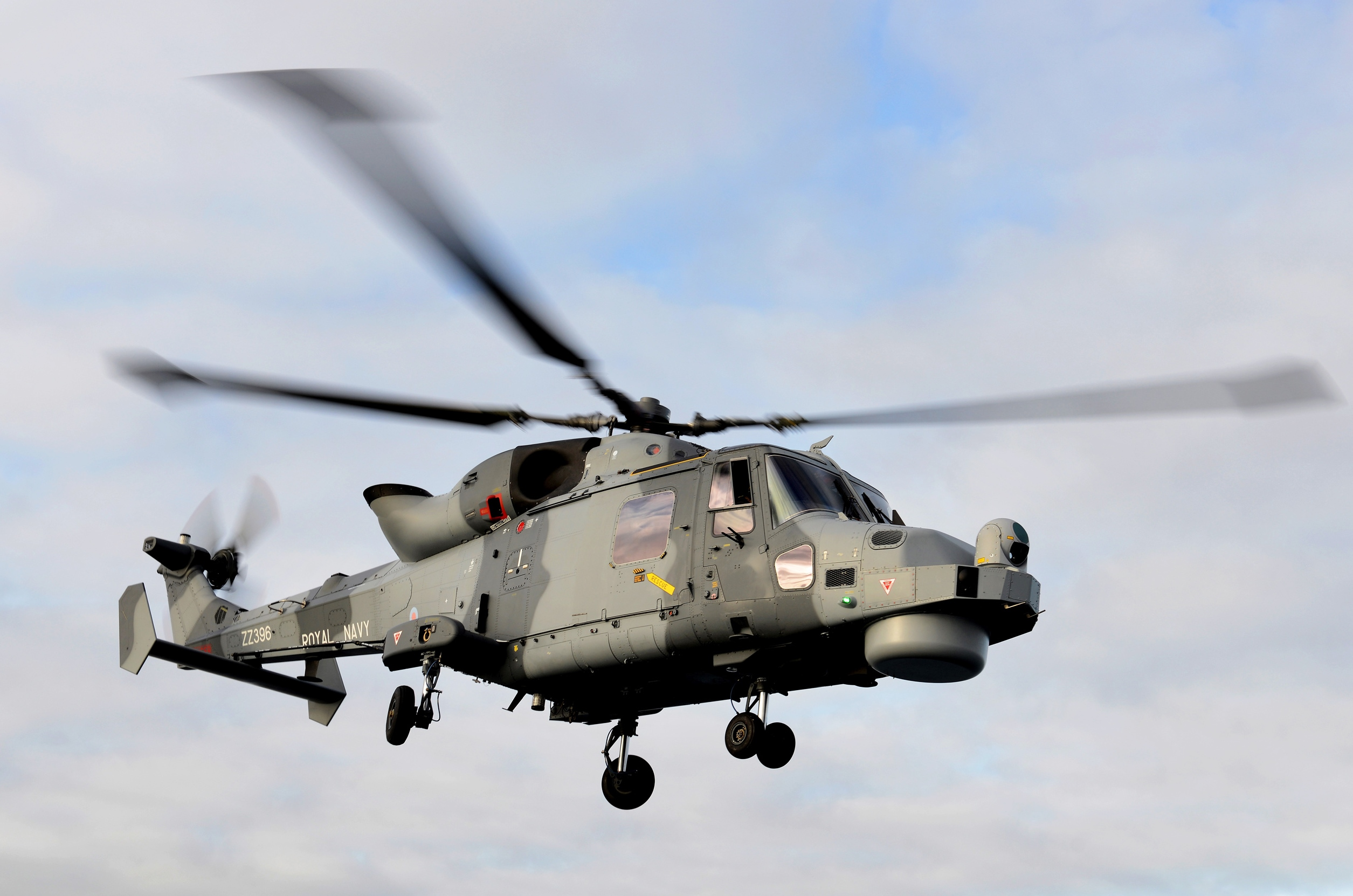
El Wildcat HMA2 és actualment l'helicòpter petit embarcat estàndard del Fleet Air Arm.

Actualment, l'esquadra opera l'AgustaWestland Wildcat HMA.2 que va substituir el Lynx HMA.8. L'esquadra va rebre els primers quatre dels dotze Wildcats l'abril de 2016. La retirada de la flota dels Lynx va començar el desembre de 2014 i es va completar el març de 2017.

## Composició actual
L'esquadra es compon d'un quarter general i quinze vols i un vol d'interdicció marítima (MI) adjunt. Els vols de vaixells petits de l'esquadra s'embarquen en fragates Tipus 23, destructors Tipus 45 o vaixells auxiliars de la flota reial. El setembre de 2018, 213 Flight va realitzar el primer aterratge Wildcat en un portaavions de la classe Elizabeth . El Vol d'Interdicció Marítima (MI) es manté en alta preparació per oferir suport i assistència a la lluita contra el terrorisme al Regne Unit.
El 2014, l'Armada va dir que després que l'esquadró completés la transició del Lynx al Wildcat, l'esquadró consistiria en dotze vols d'un sol tripulat preparats per a operacions desplegades a tot el món i dos vols de doble tripulació contra el terrorisme marítim (MCT) amb una preparació molt alta al Regne Unit.

## Aeronaus emprades

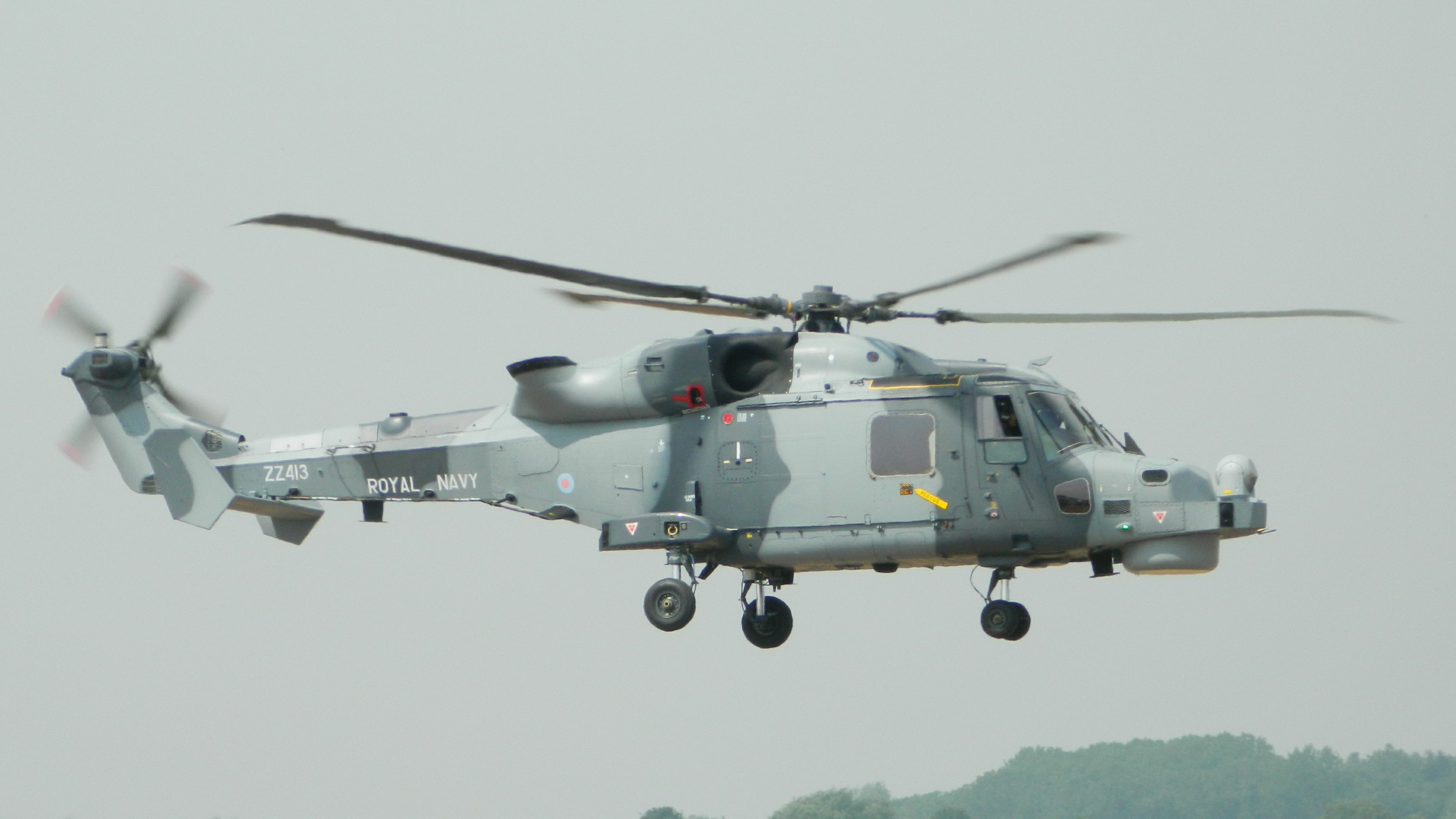
Wildcat HMA2, actualment operat per 815 NAS.

L'esquadró opera amb el Wildcat HMA.2. La llista d'aeronaus que han volat pel 815 Esquadró Aeri Naval inclou:
- Fairey Swordfish Mks.I, II
- Fairey Albacore Mk.I
- Fairey Fulmar Mks.I, II
- Fairey Barracuda Mk.II, TR.3
- Grumman Wildcat Mk.VI
- Fairey Firefly T
- Grumman Avenger TBM-3E, AS.4, AS.5
- Fairey Gannet AS.1, T.2, AS.4
- Westland Whirlwind HA.R3, HAS.7
- Westland Wessex HAS.1
- Westland Lynx HAS.2, HAS.3, HMA.8
- AgustaWestland Wildcat HMA.2

## Honors de batalla
El 815 Esquadró Naval Aeri ha rebut els següents honors de batalla.
- Mar del Nord 1940
- Mediterrani 1940–42
- Tàrent 1940
- Líbia 1941–42
- Matapan 1941
- Birmània 1944
- Índies Orientals 1944
- Illes Falkland 1982
- Kuwait 1991